# Adolphe Paban
Adolphe Paban est un littérateur, fondateur-directeur de la Revue de la province et membre de plusieurs sociétés littéraires départementales, né à Combs-la-Ville le 13 novembre 1839 et mort le 18 avril 1909 à Concarneau.

## Biographie
Il est le fils d'un chirurgien major de l'armée, il étudia lui-même la médecine mais se tourna vers les travaux littéraires.
Il débuta par la publication de 3 volumes de Poésies (1859-1862) dont il reproduisit plusieurs pièces dans un 4e volume, Mes tablettes (1866) qui fut suivi de plusieurs autres volumes : Les Souffles, Voix des grèves, poésies, bibliographie et mélanges, Sonnets fantaisistes, Un drame dans un jardin, nouvelle, Le Petit Mercier, légende, Wolf, conte fantastique, Au bord de la mer bretonne : alouettes et goélands, Les Roses de Kerné, Catalogue du musée départemental de Keriolet, Cantilènes, Bataille de Solférino (24 juin 1859), Poésies nouvelles.
Adolphe Paban a également été régisseur puis conservateur du musée de Keriolet à Beuzec-Conq, journaliste et rédacteur en chef (durant 16 ans) du journal républicain Le Finistère et a collaboré au Figaro, au Clocher breton de Lorient et a été le fondateur de la Revue de la province.